# José Antonio Martínez Álvarez
José Antonio Martínez Álvarez (Oviedo, 29 de julio de 1997), conocido como Josín, es un futbolista español que juega como defensa central en el Real Avilés Industrial C. F. de la Segunda Federación de España.

## Carrera de club
Hizo su debut sénior en Tercera División con el Real Oviedo "B" el 10 de mayo de 2015, con sólo 17 años, ganando por 1–0 contra Atlético de Lugones S. D..
A pesar de tener ficha con el primer juvenil del club, fue convocado con el primer equipo para un partido de Segunda División contra la UE Llagostera el 6 de mayo de 2016. Hizo su debut profesional el 4 de junio, sustituyendo a Josete en la derrota por 0–5 contra el  C. A. Osasuna.
Josín marcó su primer gol sénior el 17 de septiembre de 2016, metiendo el único del partido en la victoria en casa contra el Club Deportivo Tineo.
Abandona el Real Oviedo "B" en 2020. Militaría en el Club Deportivo Guijuelo durante una temporada y el 15 de julio de 2021 se hace oficial su fichaje por el C. P. Cacereño.
El 22 de julio de 2023 la U. D. Sanse anunciaría la llegada del jugador asturiano. Tras disputar una única temporada y con poca participación, no es renovado por el club. 
El 2 de julio de 2024, el Real Avilés de la Segunda Federación confirmó su fichaje por una temporada con opción a otra.

## Clubes
| Club             | País   | Año       |
| ---------------- | ------ | --------- |
| Real Oviedo "B"  | España | 2017-2020 |
| C. D. Guijuelo   | España | 2020-2021 |
| C. Pvo. Cacereño | España | 2021-2023 |
| U. D. Sanse      | España | 2023-2024 |
| Real Avilés      | España | 2024-     |